# Verwaltungsgemeinschaft Oettingen in Bayern
Die Verwaltungsgemeinschaft Oettingen in Bayern liegt im schwäbischen Landkreis Donau-Ries und wird von folgenden Gemeinden gebildet:
1. Auhausen, 1032 Einwohner, 15,55 km²
2. Ehingen a.Ries, 766 Einwohner, 15,64 km²
3. Hainsfarth, 1464 Einwohner, 17,54 km²
4. Megesheim, 854 Einwohner, 12,54 km²
5. Munningen, 1728 Einwohner, 22,76 km²
6. Oettingen i.Bay., Stadt, 5359 Einwohner, 34,22 km²

Sitz der Verwaltungsgemeinschaft ist Oettingen.